# Gayageum
De gayageum of kayagum is een traditioneel Koreaans citerachtig snaarinstrument met 12 snaren, al tellen sommige recentere varianten er meer. Het is waarschijnlijk het bekendste traditionele Koreaanse instrument. Het is gerelateerd aan diverse Aziatische instrumenten als de Chinese guzheng, Japanse koto, Mongolische yatga, Vietnamese đàn tranh, en Sundanese kacapi. Als er op gespeeld wordt, varieert het geluid tussen traditionele Euraziatische snaarinstrumenten en de banjo.

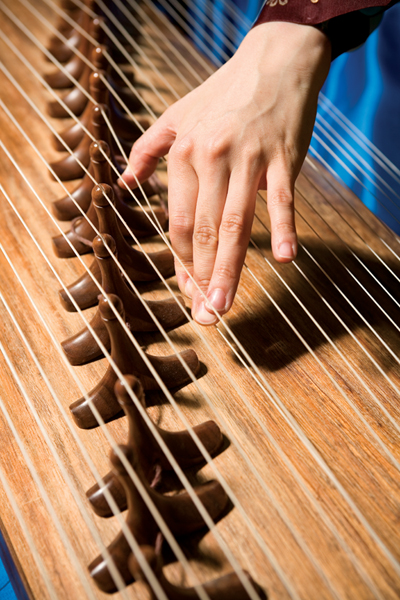
Een gayageum.

## Geschiedenis
Volgens Samguk Sagi, het geschiedenisboek van de Drie Koninkrijken, werd de eerste gayageum gemaakt voor koning Gasil in de 6e eeuw. Dit was nadat hij een Chinees muziekinstrument had waargenomen. Hij beval een muzikant om muziek te componeren voor dit nieuwe instrument. De oorspronkelijke naam van het instrument was gayago.

## Techniek
De gayageum wordt bespeeld in kleermakerszit, met het instrument over de knie van de speler gelegd (vaak de rechterknie). De speler bespeelt de snaren met een hand en brengt met de andere hand vibraties of druk aan om het geluid te veranderen.